# BODY (アルバム)
『BODY』（ボディ）は、1995年5月15日にアポロン / Dreamixから発売されたKIX-Sの6枚目のアルバム。

## 内容
- 10曲中6曲は高橋圭一との共同編曲となっており、KIX-Sとしては、ビーイング在籍最後のアルバムとなった。

## 批評
CDジャーナルは「これまでのようなビートにノッた歌ものという姿勢に変わりはないが、ギター・サウンドに様々な表情が出始めている。」と評した。

## 収録曲
| 全作詞: 浜口司、全作曲: 安宅美春。 |                                  |           |            |                  |      |
| #                                  | タイトル                         | 作詞      | 作曲・編曲 | 編曲             | 時間 |
| 1.                                 | 「BODY TALK」                    | 浜口司    | 安宅美春   | 高橋圭一 & KIX-S | 4:46 |
| 2.                                 | 「NAKED WOMAN」                  | 浜口司    | 安宅美春   | 高橋圭一 & KIX-S | 3:44 |
| 3.                                 | 「帰ってきてよ」                 | 浜口司    | 安宅美春   | 加藤貴也 & KIX-S | 4:18 |
| 4.                                 | 「抱いて…抱きしめて」            | 浜口司    | 安宅美春   | 葉山たけし       | 4:12 |
| 5.                                 | 「異国の風に」                   | 浜口司    | 安宅美春   | 葉山たけし       | 4:41 |
| 6.                                 | 「Moon Struck」                  | 浜口司    | 安宅美春   | 葉山たけし       | 4:00 |
| 7.                                 | 「心からさよならを…」            | 浜口司    | 安宅美春   | 高橋圭一 & KIX-S | 5:05 |
| 8.                                 | 「25ans 〜頑張れworking girl〜」 | 浜口司    | 安宅美春   | 高橋圭一 & KIX-S | 3:31 |
| 9.                                 | 「MY LIFE」                      | 浜口司    | 安宅美春   | 葉山たけし       | 5:03 |
| 10.                                | 「DEAREST」                      | 浜口司    | 安宅美春   | 高橋圭一 & KIX-S | 6:14 |
| 合計時間:                          | 合計時間:                        | 合計時間: | 45:34      |                  |      |

## タイアップ
| # | 曲名                  | タイアップ                                                      | 出典  |
| - | --------------------- | --------------------------------------------------------------- | ----- |
| 2 | 「NAKED WOMAN」       | フジテレビ系『上岡龍太郎にはダマされないぞ!』エンディングテーマ | [ 4 ] |
| 4 | 「抱いて…抱きしめて」 | テレビ朝日系『Jリーグ A GOGO!!』テーマソング                    |       |
| 6 | 「Moon Struck」       | 日本テレビ系『新装開店!SHOW by ショーバイ!!』エンディングテーマ | [ 3 ] |
| 9 | 「MY LIFE」           | 秩父宮賜杯 第26回全日本大学駅伝対校選手権大会テーマソング       | [ 5 ] |

## 参加ミュージシャン
- 牧穂エミ - コーラス
- 坪倉唯子 - コーラス
- 高原裕枝 - コーラス
- 小野塚晃 (DIMENSION) - オルガン